# Дружелюбівка (Роздільнянський район)
Дружелю́бівка — село в Україні, в Затишанській селищній територіальній громаді Роздільнянського району Одеської області. Населення становить 61 осіб.
До 17 липня 2020 року було підпорядковане Захарівському району, який був ліквідований.

## Історія
Під час Голодомору 1932—1933 років померло щонайменше 2 жителі села.

## Населення
Згідно з переписом 1989 року населення села становило 123 особи, з яких 55 чоловіків та 68 жінок.
За переписом населення 2001 року в селі мешкала 61 особа.

### Мова
Розподіл населення за рідною мовою за даними перепису 2001 року:
| Мова       | Відсоток |
| ---------- | -------- |
| українська | 95,08 %  |
| молдовська | 4,92 %   |